# Control And Provisioning of Wireless Access Points
Control And Provisioning of Wireless Access Points, kurz CAPWAP, ist ein Software-Protokoll zur Steuerung und Einrichtung von Basisstationen (Access Points) für drahtlose Computernetzwerke (WLAN). Zweck ist die zentrale Verwaltung mehrerer zusammengehöriger Geräte dieser Art, zum Beispiel in Unternehmens-Netzwerken. Das CAPWAP-Protokoll ist in RFC 5415 und RFC 5416 definiert, ihm liegt das Lightweight Access Point Protocol zugrunde. Verwendet werden die UDP-Ports 5246 als Steuerkanal und 5247 als Datenkanal.
Bisher hat sich CAPWAP nicht in der Praxis durchgesetzt. In Firmennetzen werden in der Regel WLAN-Geräte eines bestimmten Herstellers eingesetzt, so dass proprietäre Protokolle oder Protokollerweiterungen genutzt werden.
Eine Reihe von im Unternehmensumfeld relevanten Herstellern – Cisco, LANCOM Systems, Zyxel, Extreme Networks (vormals Aerohive), Fortinet und MikroTik – nutzen CAPWAP für die Kommunikation zwischen Access Point und Controller.